# Букін Михайло Іванович
Михайло Іванович Букін (рос. Михаил Иванович Букин; 13 вересня 1897, Орел — 1958, Орел) — російський колабораціоніст.

## Біографія

### Ранні роки
Михайло Букін народився в Орлі в сім'ї Івана Букіна, купця 1-ї гільдії і його дружини, яка теж мала купецьке походження. Після закінчення 1-го комерційного реального училища в Орлі він відправився до Києва, де вступив до Київського комерційного інституту.
Після заняття Києва частинами Німецької імперської армії в 1918 році Букін повернувся в Орел. 13 жовтня 1919 року в місто ввійшли білогвардійці (1-й корпус Добровольчої армії під командуванням генерала А. П. Кутепова). Згідно зі свідченнями Олени Позднякової, сусідки Букіних, в той день «всі члени сім'ї Букіних стояли біля свого будинку святково одягнені. Його мати тримала в руках традиційний хліб-сіль. Букін стояв поруч і махав рукою». Вона ж згадувала, що на наступний день перебування білих в Орлі «Букін з білим офіцером стукали в будинок євреїв», і що під час Громадянської війни сусіди ховали в своєму будинку жандарма. 20 жовтня білогвардійці залишили місто.

### За радянської влади
Згідно автобіографії Букіна, з 1920 по 1941 рік він змінив 6 місць роботи. За ці роки він встиг попрацювати помічником бухгалтера, штатним касиром, комірником, начальником забезпечення з матчастини. Останнім місцем роботи Букіна перед його другим арештом стало орловське відділення тресту «Росглавхліб», де він обіймав посаду старшого товарознавця-консультанта.
Заарештовувався Букін двічі. У 1932 році він був вперше затриманий співробітниками ОГПУ за підозрою в зберіганні золотої валюти. Відбувши 3 місяці в ув'язненні, він був відпущений. У квітні 1941 року Орловський народний суд засудив Букіна до 2 років позбавлення волі, вважаючи, що той не мав права на закупівлю труб для Брянського хлібозаводу. Колишній товарознавець був етапований до в'язниці міста Гомеля.

### Початок війни
Коли почалася німецько-радянська війна, Букін продовжував відбувати термін в Гомельській в'язниці. Під час поспішної евакуації тюремних працівників в'язні були кинуті напризволяще. Згодом Букін згадував:
«У перший день війни табір був обстріляний німецькими літаками. Начальства ніякого. Люди пішли — хто куди. Документів у мене не було. Незабаром мене і інших затримали німці. У Карачеві нас помістили в так званий складальний пункт. Нам видали «аусвайси». Отримавши документи, я пішов в Орел. Я знаходився в різних селах, вже зайнятих німцями. Щоб залишитися живим — працював. За це мені давали харчування. 3 жовтня німці зайняли Орел, і я почав потроху наближатися. В Орел прибув 28 жовтня.»
В окупованому Орлі Букіна чекала дружина Анастасія.
Сусідкою сім'ї Букіних по комунальній квартирі була 48-річна Ольга Стьопіна, яка працювала перекладачкою в Орловському відділенні гестапо. Одного вечора, будучи в гостях у Стьопіна, Букін познайомився з німецькими офіцерами-перекладачами Крігером і Клатманном. Як згодом стверджував на допиті Букін, один з них поцікавився, чим Букін буде займатися в окупованому місті. Той відповів: «Не знаю», і тоді офіцери запропонували влаштувати його в міську поліцію. Букін погодився. Наступного дня ті ж офіцери приїхали до нього додому і запросили його до Орловського бургомістра А. С. Старова, з яким Букін був добре знайомий [2].
Працюючи поліцейським, Букін, як і багато інших поліцаїв, за хабарі допомагав нелегальним самогонникам. 11 січня 1942 року за сприяння Старова він став бухгалтером Орловської міської управи, 14 січня був переведений в паспортний відділ поліцейського управління, а 1 квітня призначений старшим агентом в так звану «Розшукову групу», що діяла при поліцейському управлінні. 15 квітня Букін очолив цю групу.

### Розшукове відділення

#### Загальна характеристика
У травні 1942 року група, очолювана Букіним, була реорганізована в Орловське розшукове відділення поліції і передана в підпорядкування Орловському гестапо на чолі з Гансом Германом Кохом.
Спочатку відділення розмістилося в одноповерховій будівлі за адресою: вул. Черкаська, 51 (будинок не зберігся). У напівпідвальному приміщенні з земляною підлогою знаходилися три камери, а четверта була обладнана в будиночку в дворі. Арештанти утримувались в антисанітарній обстановці: в тісних камерах були воші і клопи, повітря було стиснутим. Замість взуття в'язням видавалися дерев'яні колодки з ремінцями. У найбільшій камері площею 16 квадратів утримувалися до 30 осіб. Чоловіки і жінки утримувалися в камерах разом. Незважаючи на те, що в зимовий час в підвалі топили «буржуйки», в камерах стояв холод; люди спали на підлозі. Крім того, вони ризикували отруїтися чадним газом, що при подібному способі опалення підвалу було вкрай ймовірно.
Вечорами арештантів виводили у двір на прогулянки, під час яких городянам іноді вдавалося передавати їм трохи їжі. Одна очевидиця пізніше згадувала, що «деякі заарештовані були настільки виснажені, що замість слів видавали мукання».
У список завдань Орловського розшукового відділення входили: виявлення осіб, вороже налаштованих до нової влади (комуністів, комсомольців, підпільників, партизанів), а також євреїв, збір відомостей про настрої серед населення, перевірка благонадійності осіб, що надходили на службу до німців. Затримання неблагонадійних осіб проводилися спільно з німцями. Про результати своїх розслідувань таємні агенти доповідали особисто Букіну, а він — в гестапо. Затвердженням списків «неблагонадійних» займалася спеціальна комісія в складі самого Букіна, його заступника Ковригіна, співробітників поліції Круппа, Калганова, Григор'єва і Романова. Після затвердження усі списки передавалися в німецьку службу безпеки.
Всім співробітникам розшукового відділення пропонувалося ходити в цивільному одязі, виглядати охайно, звертатися один до одного словами «пан», «пані». При вході в будівлю відділення кожен був зобов'язаний пред'явити перепустку. Допускалося носіння кілець, перснів, намист. Щомісячна платня працівника становила 50-200 райхсмарок.

#### Методи роботи
Частим явищем в Орловському розшукному відділенні були побиття в'язнів, заохочувані Букіним. Як знаряддя побоїв використовувалися ремені, батоги, гумові шланги. Якщо допитуваний втрачав свідомість, його обливали холодною водою, чекали, поки людина прийде в себе, після чого продовжували допит. Іноді арештантів роздягали догола, замикали в камері на кілька днів і лише тоді викликали на допит.
Найчастіше агенти розшукового відділення вдавалися до психологічних прийомів під час допитів, погрожуючи розправою над членами сім'ї арештованого і змушуючи його зізнатися в підпільній діяльності або ж влаштовуючи очні ставки з підставними особами. За спогадами однієї з орловчанок, які пережили окупацію, одного разу «під час допиту одного з підпільників в кабінет ввели невідомого. Тицьнувши в нього пальцем, Букін заявив: "Він каже, що ви домовилися разом підірвати міст"».
Букін особисто керував арештами, обшуками, засідками, здійснюваними співробітниками відділення. Він щодня проводив огляд камер, допитував заарештованих, або був присутній на допитах, самостійно проводив заняття з агентами.

### Боротьба з підпільниками

#### Розкриття внутрішнього змови
У другій половині 1942 року за безпосередньої участі Букіна агентами розшукового відділення була викрита підпільна група, що діяла всередині орловської поліції. У серпні-вересні були арештовані її члени: начальник поліції Орла В. І. Головко, поліцейські Д. Сорін і П. Кунце, а також Н. Челюскін, що завідував паспортним столом. У 1957 році Букін згадував про ліквідацію групи в такий спосіб:
«У середині вересня 1942 року таємний агент повідомив, що в Орлі проживає Челюскін, який перекинутий в тил німців зі спеціальним завданням. Я доручив підлеглим перевірити і зібрати додаткові дані про Челюскіна. В результаті було встановлено, що Челюскін працює в паспортному столі міської поліції і до цього нетривалий час утримувався під арештом в комендатурі. Отримавши ці дані, я вирішив заарештувати Челюскіна.»
Незабаром Челюскін був заарештований. В результаті обшуку в його сараї було виявлено пакунок з бланками паспортів та іншими документами, викраденими ним в паспортному столі орловської поліції.
Допит Челюскіна, який виявився радянським розвідником, вів особисто Букін. Поки сам розвідник утримувався під арештом, на його квартирі знаходилися два таємних агента, що чекали приходу підпільника-зв'язкового. Букін намагався дізнатися, з яким завданням розвідник прибув в німецький тил і з якими особами був пов'язаний, проте Челюскін відмовлявся відповідати на його питання, стверджуючи, що перейшов лінію фронту тільки для того, щоб жити в Орлі разом з матір'ю.
Останньою спробою Букіна схилити в'язня до передачі будь-яких відомостей стало залучення матері Челюскіна до присутності на допитах. Розраховуючи на те, що вона переконає Челюскіна співпрацювати з окупаційною владою, Букін тричі організовував зустрічі між матір'ю і сином. Глава розшукового відділення нагадував йому про батька, репресованого в роки радянської влади, і про дворянське походження Челюскіна, але і це не допомогло. Як сам він згодом показав на допиті, «ці старання ні до чого не привели. Челюскін ні в чому не зізнався». В кінцевому підсумку, так і не домігшись ніяких зізнань з боку останнього, він віддав наказ про розстріл Челюскіна. У 1950-х роках один з колишніх агентів поліції, допитаний у справі Букіна, згадував:
«Я був очевидцем, коли Букін безпосередньо в будівлі розшукового відділення заарештував свого особистого секретаря Соріна Дмитра, який займався виготовленням і розповсюдженням по місту Орлу листівок із закликом боротися проти німців. Незабаром був заарештований поліцейський Кунце Павло. Обидва вони були розстріляні. Трохи пізніше були заарештовані поліцмейстер Головко та начальник паспортного столу Челюскін ... Головко помер від побоїв, а Челюскіна розстріляли ...»
Інший екс-співробітник розшукового відділення розповідав про допити Кунце, Головко та Челюскіна наступне:
«Коли ми увійшли в кабінет до німців, то побачили, що Головко лежить на підлозі непритомний. Ми забрали його в зазначений Букіним кабінет № 5. Букін йшов попереду і, коли ми поклали Головко на підлогу, тут же став ногами йому на груди і почав підстрибувати, щось примовляючи ... Букін кілька разів підстрибнув на грудях у Головко ... Той пролежав до ранку і помер, не приходячи до тями ...»

#### Запобігання вибуху театру
На 3 жовтня 1942 року німецькою владою були намічені урочисті заходи, приурочені до річниці заняття Орла, в тому числі бенкет для високопоставлених осіб. Бенкет передбачалося організувати в міському драматичному театрі, де повинні були зібратися члени міської управи на чолі з бургомістром, а також представники німецького командування. Дізнавшись про це, лідери підпілля розробили план вибуху театру. Здійснення вибуху було доручено підпільникам Н. Алексєєвій, В. Сєчкіну і Е. Циганкову, які влаштувалися в театр на роботу, а підготовку до акції взяла на себе розвідниця Е. Зуєва.
Здійснити задум підпільникам не вдалося. За 2 дні до бенкету були заарештовані В. Сєчкін, Н. Алексєєва, В. Булгаков, М. Земська, Є. Циганков, А. Поддєлков, П. Маяцький, а незабаром і інші члени організації — всього 26 чоловік, а також зв'язкова М . Ушакова. Згодом всі вони зазнали жорстоких тортур і були розстріляні. Разом з Марією Земською була розстріляна її дворічна дочка Валя. Підпільна група була викрита за допомогою впровадженого в її склад таємного агента, особа якого досі не встановлена .

#### Останні місяці
На початку 1943 року відомство Букіна досягло максимальних успіхів за всю історію своєї діяльності. У травні німецька адміністрація виділила на потреби розшукового відділення два цегельних будинки. Під час ремонтних робіт в одному з цих будинків стався інцидент: вступивши в скандал з співробітниками міської управи, які, на його думку, робили ремонт недостатньо старанно, Букін вдарив техніка управи. В результаті службового розслідування, проведеного німцями, він був оштрафований на 200 райхсмарок.
У червні 1943 року штат Орловського розшукового відділення налічував близько 150 таємних агентів (при населенні Орла приблизно 120 000 чоловік), серед яких було багато жінок. Вербування нових агентів була одним з найважливіших завдань відділення. Існував навіть певний план: кожен співробітник був зобов'язаний завербувати 10-12 чоловік. Під час вербування таємний агент в обов'язковому порядку давав підписку.
Зустрічі з завербованими відбувалися на їхніх квартирах, рідше — в самому розшукному відділенні, куди агенти приходили під виглядом відвідувачів. Імена найбільш важливих таємних агентів Букін ретельно приховував від підлеглих. Серед них була і якась Тетяна П. — працівниця міської управи, яка таємно спостерігала за «конкурентом» Букіна — бургомістром А. Н. Старовим.

### Відступ
У липні 1943 року радянське командування ухвалило рішення про початок Орловської наступальній операції, що створило безпосередню загрозу взяття Орла частинами Червоної армії. У місті почалася підготовка до евакуації. Пізніше Букін згадував, що в ті дні він «до роботи в розшуковому відділенні ставився несерйозно», «більше перебував удома, ніж на службі» і «думав тільки про те, щоб своєчасно забратися з Орла».
24 липня товарний вагон, який німці виділили для евакуації співробітників Орловського розшукового відділення і їх сімей, в складі одного з поїздів відбув в напрямку Брянська. 32 місця — третина вагона — займали речі, що належали Букіну і його дружині. Колабораціоністи були доставлені на станцію Жуковка (сучасна Брянська область), а потім в Брянськ, де утримувалися ще протягом декількох тижнів. 28 серпня 1943 року Букін був відправлений в Ковно, в розпорядження СД. На особисте запрошення коменданта литовського концтабору «Правенішкес» Отто Андерсона Букін зайняв місце його помічника, був підвищений до звання унтер-офіцера і, вперше в житті, надів військову форму. Влітку 1944 року, в зв'язку з новим наступом Червоної армії, персонал концтабору був евакуйований. Букіних доставили в місто Готенгафен, де подружжя влаштувалися на завод з фарбування деталей для німецьких субмарин. Перед звільненням міста радянськими військами Букін викинув все німецькі нагороди і знищив компрометуючі його документи.
В знак поваги до Букіна німці фіктивно ув'язнили їх з дружиною в концтаборі. У квітні 1945 року вони були звільнені. У числі інших біженців, які масово поверталися на батьківщину, подружжя повернулося в СРСР. Щоб уникнути викриття, Букін вніс поправки в свою біографію. Згідно вигаданої ними легенди, він народився в 1891 році в Царицині, з 1912 року працював в Ростові у купця Єлісєєва, з 1939 по 1941 рік хворів на малярію, з 1942 по 1944 роки — працював добровольцем в Кизлярі в санітарному госпіталі № 1049. Ім'я, по батькові і прізвище, однак, він залишив без змін, розраховуючи на те, що на однофамільця підозри не впаде.

### Дніпропетровськ
У 1945 році Букін з дружиною влаштувалися в Дніпропетровську, оселились за адресою: вул. Шмідта, 2. 27 липня 1950 року Букіну був виданий радянський паспорт. Незадовго до арешту колишній колабораціоніст влаштувався в дніпропетровський трест «Горкоммунжилстрой» сторожем.
Ще в 1947 році в органи держбезпеки надійшли відомості про те, що Букіна бачили в місті Ново-Беліце Гомельської області (нині частина Гомеля). Група чекістів терміново прибула на місце, але слідів Букіна так і не виявила.
Після довгих пошуків людина, схожа на Букіна, була виявлена в Дніпропетровську. Після проведення графічної експертизи, яка підтвердила факт того, що глава розшукового відділення Букін і його повний тезка — житель Дніпропетровська — один і той же чоловік, 15 квітня 1957 року прокурор Орловської області В. І. Тимофєєв санкціонував арешт Букіна, відправивши в Дніпропетровськ оперативну групу в складі співробітників обласного УКДБ полковника М. А. Шинелева і капітанів В. Я. Пирогова та І. Я. Хотинського для його затримання. Увечері 17 квітня колишній начальник Орловського розшукового відділення був заарештований. Пізніше В. Я. Пирогов у своєму нарисі «Кінець перевертня» описував процес арешту наступним чином:
«Одного разу під вечір сторожа викликав комендант гуртожитку і сказав, що необхідно підмінити когось із раптово захворілих вахтерів. Мимоволі знизавши плечима, сторож пішов до себе, переодягнувся в робочий костюм і, потупцювавши у двері, попрямував у двір до воріт.
Коли на його руках клацнули наручники, сторож, він же Букін, слабким голосом сказав:
- Так і знав. Давно чекав ...»
Після затримання в квартирі Букіна був проведений обшук. Співробітники КДБ вилучили дві розрахункові книжки, кишеньковий годинник німецької фірми «Thiel», чотири примірники автобіографії Букіна, облігації держпозик, 24 фотокартки, листи. Як свідки виступили сусіди колишнього колабораціоніста — Георгій Привалов та Софія Соловей. Для них, як і для робітників з будівництва, яке охороняв Букін, арешт сусіда виявився повною несподіванкою: літній чоловік був тихий, привітний, небагатослівний. Будучи абсолютно самотнім (дружина Букіна померла за кілька років до його арешту), останнім часом він охоче приділяв увагу сусідським дітям, доглядав за ними під час відсутності батьків.
Перший допит затриманого відбувся через півгодини після обшуку. На перше ж прохання про уточнення дати і місця народження Букін чесно відповів: «Я народився в місті Орел 13 вересня 1897 року». Наступного дня арештант був переправлений в Орел, де повинен був відбутися суд.

### Суд
До початку суду Букін утримувався у в'язниці № 1 УВС по Орловській області, де 20 квітня відбувся його допит. Справа Букіна була доручена одному із співробітників, що затримували його в Дніпропетровську — слідчому Ісааку Яковичу Хотинському. До моменту допиту він виконав величезну роботу: співробітники КДБ протягом півтора місяців збирали свідчення. Свідками залучалися колишні підпільники, розвідники, громадяни Орла, які пережили окупацію, колишні колабораціоністи, в тому числі співробітники Орловського розшукового відділення. З ініціативи Хотинського в адресні бюро по всьому СРСР було спрямовано понад 200 запитів, які в сукупності зайняли в кримінальній справі Букіна приблизно півтома.
На першому ж допиті затриманий докладно розповів про те, як втік з Гомельської тюрми, прибув в Орел, перейшов на службу до німців, зізнався в тому, що «переховувався від відповідальності за скоєні злочини». На питання, що стосувалися діяльності розшукового відділення, відповідав ухильно, стверджуючи, що «брудну роботу робили мої підлеглі і німці», і заперечуючи свою причетність до вбивств підпільників і партизан. Букін визнав свою провину тільки після проведення декількох очних ставок з колишніми в'язнями його відомства.
12 листопада 1957 року Букін ознайомився з копією обвинувального висновку, а 20 листопада розпочався судовий процес у його справі під головуванням судді Альошина і народних засідателів Стукалова і Мікка. Він проходив протягом шести днів в актовому залі орловського обліково-кредитного технікуму (сучасна Банківська школа). З огляду на те, що зал не міг вмістити всіх бажаючих бути присутніми на процесі, всі судові засідання транслювалися у дворі і в фойє технікуму, де були встановлені потужні репродуктори. В актовому залі були присутні близько 600 чоловік.
Суд заслухав свідчення 78 свідків, як з Орла, так і з інших міст СРСР: Москви, Горького, Ленінграда, Сталінграда, з Української та Литовської РСР. 26 листопада почалися судові дебати. Державний обвинувач Віктор Тимофєєв попросив суд засудити Букіна до вищої міри покарання — смертної кари через розстріл. Виступаючи з останнім словом, підсудний сказав: «Прошу суд не позбавляти мене життя!». У той же день суд виніс Букіну смертний вирок. Глядачі, присутні в залі, зустріли його оплесками. Наступного дня після вироку газета «Орловська правда» опублікувала коротку замітку про винесення вироку Букіну.
2 грудня Букін отримав копію вироку. Протягом ще кількох місяців він утримувався під вартою і навіть подав до Президії Верховної Ради Української РСР клопотання про помилування. 2 квітня 1958 року воно було відхилене. Вирок Букіну був приведений у виконання в квітні або травні того ж року (точна дата невідома).
За успішне проведення слідчих заходів по кримінальній справі Букіна голова КДБ І. А. Сєров оголосив подяку слідчому Хотинському.

## Особисте життя

### Побут
У період окупації Орла подружжя Букіних, що не мало дітей, жило у великій квартирі в будинку № 16 по вул. 1-й Посадській, розташованій в одному з центральних районів міста. Квартира була обставлена речами, вилученими у городян співробітниками розшукового відділення. На робочому столі в особистому кабінеті Букіна стояла виточена з малокаліберного снаряда запальничка, на тумбочці — скульптура ведмедя, на яку Букін зазвичай вішав свій батіг, використовуваний під час допитів.
На начальника розшукового відділення працювали два охоронці, особиста кравчиня і кілька арештантів, які працювали на городі Букіна.

### Особисті якості
За спогадами сучасників, Букін з молодості дотримувався образу денді, був ласий на красиві речі, коштовності і прикраси, а особливо на персні, носіння яких не заборонялося для співробітників Орловського розшукового відділення. Як пізніше згадували сусіди Букіна, в молодості він «мав прізвисько " парчечний барін ". Одягався за останньою модою, в руці тримав палицю, на руках — кільця. Тримався на людях гордо. До бідних ставився зі зневагою».
Крім того, Букін був вкрай жорстокий, про що можна судити, як мінімум, з його висловлювань. Коли в одній з камер розшукового відділення повісився червоноармієць, Букін сказав: «Туди йому й дорога!». На смерть підпільника Дмитра Соріна від тортур під час допиту він відреагував словами: «Собаці — собача смерть!». Також достеменно відомо, що Букін особисто забив до смерті викритого в «зраді» поліцейського В. І. Головко у вересні 1942 року.
Колишній шеф орловського відділення поліції безпеки СД Ганс Герман Кох, затриманий співробітниками СМЕРШу в листопаді 1945 року, сказав на допиті, що під час евакуації з Орла «Букін виявився великим боягузом».

## Після смерті
У радянський період темі нацистського колабораціонізму на території Орла і області приділялася мінімальна увага. На даний момент особистість Букіна практично не розглядається в рамках наукових праць і публікацій краєзнавців Орла і області. Характеристика для Букіна з боку орловських письменників і краєзнавців цілком однозначна: видатний орловський публіцист М. М. Мартинов (1912—1986) характеризує його як «садиста і вбивцю», журналіст Олександр Алоян, який присвятив темі орловського підпілля часів окупації ряд статей в газеті «Простори Росії», став автором дилогії про Букіна під назвою «Звір».
Матеріали кримінальної справи Букіна, як і раніше, недоступні для ознайомлення. Згідно ч. 3 ст. 25 чинного федерального закону «Про архівну справу в Російській Федерації», прийнятого 22 жовтня 1944 року, документи будуть розкриті лише після 75 років з дня винесення вироку, тобто в 2032 году.
Єдиним публічним місцем в місті Орел, де на сьогоднішній день можна побачити фотографію Букіна, є експозиційний зал, присвячений періоду окупації Орла, Орловського військово-історичного музею (Музею-діорами). Репродукція фотографії Букіна розташована на чорному тлі. Під час екскурсій гіди представляють Букіна як «чорну людину» в історії Орла.
Всі інші фотографії, вилучені під час обшуку квартири подружжя в Дніпропетровську, зберігаються в архівах Управління ФСБ Росії по Орловській області.

## Нагороди
- Відзнака для східних народів 2-го класу в бронзі (1 квітня 1943)